# Hydriomena bonitusa
Hydriomena bonitusa är en fjärilsart som beskrevs av William Schaus 1922. Hydriomena bonitusa ingår i släktet Hydriomena och familjen mätare. Inga underarter finns listade i Catalogue of Life.